# گردون
مجله گردون ماهنامه‌ای فرهنگی و ادبی و اجتماعی بود که از سال ۱۳۶۹ تا ۱۳۷۴ به سردبیری عبّاس معروفی در تهران منتشر می‌شد.
تاثیر گردون بر آگاهی‌بخشی به جوانان و تغییر مسیر برخی شاعران و نویسندگانی که حلقه‌های فکری حکومت آن‌ها را با تلاش بسیار به خود جذب کرده بودند، خشم رسانه‌ها و چهره‌های فرهنگی حاکمیت را در پی داشت. مرتضی آوینی در یادداشتی تند، «گردون» و روشنفکری ایران را حلزون‌هایی خانه‌به‌دوش معرفی کرد و درباره فعالیت عباس معروفی و دیگر نویسندگان شناخته‌شده هشدار داد. روزنامه کیهان با مدیریت مهدی نصیری نیز از جمله مخالفان این مجله بود تا جایی که در یک دادگاه که عباس معروفی در آن حکم برائت گرفت به محمد یزدی، رئیس وقت قوه قضائیه حمله می‌کند.
پس از بیانیه ۱۳۴ نویسنده، جمهوری اسلامی فشار بر جریان روشنفکری و نویسندان را بیشتر کرد. ماهنامه گردون توسط دادگاه انقلاب در سال ۱۳۷۴ با این اتهام که عکس پشت جلد آن توهین‌آمیز است توقیف شد. همچنین سردبیر و ناشر آن به ۳۵ ضربه شلاق و ۶ ماه زندان محکوم شدند. عباس معروفی، سردبیر آن پس از مدتی به آلمان مهاجرت کرد.

## جایزهٔ ادبی
این مجله همچنین بنیان‌گذار جایزه‌ای ادبی بود که قلم طلایی گردون نام داشت.